# Ivanjkovci
Ivanjkovci – wieś w Słowenii, w gminie Ormož. 1 stycznia 2018 liczyła 243 mieszkańców.